# Sotírios Krokidás
Sotirios G. Krokidas (grego: Σωτήριος Γ. Κροκίδας; 1852 — 1924) foi um primeiro-ministro intercalar da Grécia em 1922.
Ele foi um professor de direito em Atenas. quando o exército grego foi derrotado na Guerra Greco-turco e o Governo de Petros Protopapadákis caiu, Grécia foi mergulhou numa crise política. Em Setembro de 1922, o Nikólaos Triantafillákos foi primeiro-ministro como os militares revoltados na Thessaloniki e, em seguida, na Mitilene. Um Comité revolucionário liderado por Gonatas de Stylianos exigiu a abdicação de Constantino do Rei, em 26 de Setembro de 1922, o Rei abandonou seu trono e demitiu-se o Governo da Triantafillákos. O Comité revolucionário selecionado Aléxandros Zaímis como primeiro-ministro, mas como ele era fora do país, Krokidas foi nomeado como intercalar primeiro-ministro. Até Krokidas poderão chegar Atenas a ser juramento, o Ministro do exército, Charalambis foi juramento em como primeiro-ministro sobre a 29 de Setembro e serviu para um dia. Em 30 de Setembro de 1922, Krokidas tornou-se primeiro-ministro.